# Zellweger AG

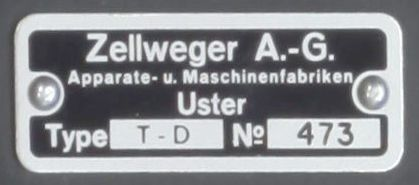
Typenschild der Zellweger A.‑G.

Telegrafenmast am Bahnhof Zollikofen (um 1916)

Die Zellweger AG (geschrieben auch: Zellweger A.-G.) war eine Schweizer Aktiengesellschaft (AG) mit Sitz in Uster im Kanton Zürich. In den 1940er-Jahren trug sie den Namenszusatz «Apparate- u. Maschinenfabriken».

## Unternehmensgeschichte
Im Jahr 1874 eröffneten Jakob Kuhn und Jakob Wolfensberger in Uster die Lufttelegraphen-Werkstätte. Der Name bezog sich nicht auf die damals noch nicht erfundene Funktechnik – Funkgeräte wurden durch Zellweger erst mehr als ein halbes Jahrhundert später gebaut –, sondern auf die kabelgebundene Telegrafie, wie sie zu der Zeit weit verbreitet war. Die Kabel wurden mithilfe von Telegrafenmasten «durch die Luft» geführt (Bild).
Im Jahr 1880 übernahmen Alfred Zellweger und Wilhelm Heinrich von Ehrenberg diese Werkstätte und gründeten als Kommanditgesellschaft (KG) die Fabrik für electrische Apparate, in der sie Elektromotoren, Läutwerke, Lichtanlagen, Telefonapparate, physikalische Instrumente, medizinische Apparate und Blitzableitungen herstellten. Nach dem Tod von Alfred Zellweger in 1916 wurde 1918 die KG in eine AG umgewandelt, und es entstand die Firma Zellweger AG Uster. Dabei beteiligten sich der Textilindustrielle Jakob Heusser-Staub und der Maschinenbauer Wilhelm Honegger substanziell an dieser Firma und wurden deren Mehrheitseigner.
Im Jahr 1923 wurde die Fertigungspalette um eine weitere, damals hochmoderne Technik erweitert, und man stellte nun auch Radioempfänger unter Lizenz von Marconi her. 1927 kamen auf Initiative von Jakob Heusser mechanische Hilfsmaschinen wie eine Webkettenknüpfmaschine für Webereien hinzu und später auch Funkgeräte (Bild). Unmittelbar nach dem Zweiten Weltkrieg, im Jahr 1946, begann man mit der Herstellung der Nema, einer Schweizer Chiffriermaschine.
Die elektrische Kaffeemühle Perl wurde ab 1928 über eine erste Tochtergesellschaft auch in Deutschland verkauft. Später wurden für andere Produktionszweige weitere Tochterfirmen für den Vertrieb in Frankreich, Australien und Neuseeland gegründet.
Heusser gliederte die Zellweger AG 1938 in die von ihm gegründete Holdinggesellschaft Hesta AG ein.
In den 1950er-Jahren nahmen die Brüder Hans Bechtler und Walter Bechtler über verwandtschaftliche Beziehungen im Verwaltungsrat der Zellweger AG Einsitz und übernahmen die Verantwortung für dieses Unternehmen. Über sie kam auch die von ihnen 1935 gegründete Luwa AG zur Firmengruppe Hesta AG. Später folgte Thomas W. Bechtler, Sohn von Walter Bechtler, als deren Verwaltungsratspräsident.
Auf Initiative der Zellweger AG wurde zusammen mit weiteren Industriebetrieben 1961 die Arbeitsgemeinschaft für berufliche Weiterbildung Uster gegründet, welche anschliessend eine eidgenössisch anerkannte Technikerschule führte.
Durch Firmenübernahmen wie 1967 der Polymetron AG in Hombrechtikon und 1969 der Telefonografen AG in Uster wurden die Geschäftstätigkeiten erweitert.
Eine Zusammenarbeit der Firmen Autophon AG, Hasler Holding AG, Gfeller AG und Zellweger Uster AG bestand seit 1984 in der Form des Vereins Association Suisse de Communication (Ascom), um Entwicklungen und Fabrikationskapazitäten der Schweizer Fernmeldeindustrie besser zu koordinieren.
Am 1. Juli 1986 wurde die Zellweger Telecommunications AG in Hombrechtikon gegründet. Daran beteiligt waren je zur Hälfte die Zellweger Uster AG und die Ascom Holding AG.
Bei der Fusion von Autophon und Hasler im Juni 1987 wurde die Zellweger Telecommunications AG ebenfalls in die neu gegründete Ascom Holding AG eingebunden.
Zellweger Uster AG gelang es, bei der neu formierten Ascom Schlüsselpositionen zu besetzen.
Fred Sutter war bis 1986 Direktor der Produktbereiche Telekommunikation und Polymetron bei Zellweger und wurde nach Übertritt zur Hasler AG in Bern per Ende 1986 vorerst Direktionspräsident von Hasler. Ab der Fusion 1987 wurde er durch diese Stellung stellvertretender Konzernleiter der Ascom Holding AG als Partner von Heinz Frey, dem von Autophon stammenden Konzernleiter. Auch Jürg Abt, zuvor Leiter der Zellweger Telecommunications, wurde Mitglied der Konzernleitung von Ascom.
Am 7. Juli 1989 wurde aus der Zellweger Telecommunications AG die Ascom Zelcom AG und ging im selben Jahr voll in den Besitz der Ascom Holding über.
Im Jahr 1993 fusionierte Zellweger mit der Luwa AG zur Zellweger Luwa AG. Luwa hatte ursprünglich Feinfilter für Gasmasken und Schutzräume hergestellt.
Bis 1997 wurden mehrere Geschäftsfelder über Teilverkäufe abgetreten, so Telefonie und Funk an Ascom, Bürokommunikation, Verkehrselektronik (Multanova AG), Webereisysteme und die Elektroinstallation (Burkhalter Holding AG).
Zellweger Luwa AG beschäftigte im Jahr 2000 weltweit 4200 Mitarbeiter, davon rund 700 in Uster.
2003 dekotierte Hesta AG die Zellweger Luwa AG von der Schweizer Börse (Going Private) mit der Begründung, dass die Sanierung von Zellweger Analytics und Luwa dies erfordere.
Daraus entstand 2003 durch einen Management-Buy-out die Uster Technologies AG. Diese Firma konzentriert sich auf Kontroll- und Messsysteme für die Textilindustrie. 2012 wurde die Uster Technologies AG durch die Toyota Industries Corporation übernommen.

## Produktbereiche

### Telefonapparate

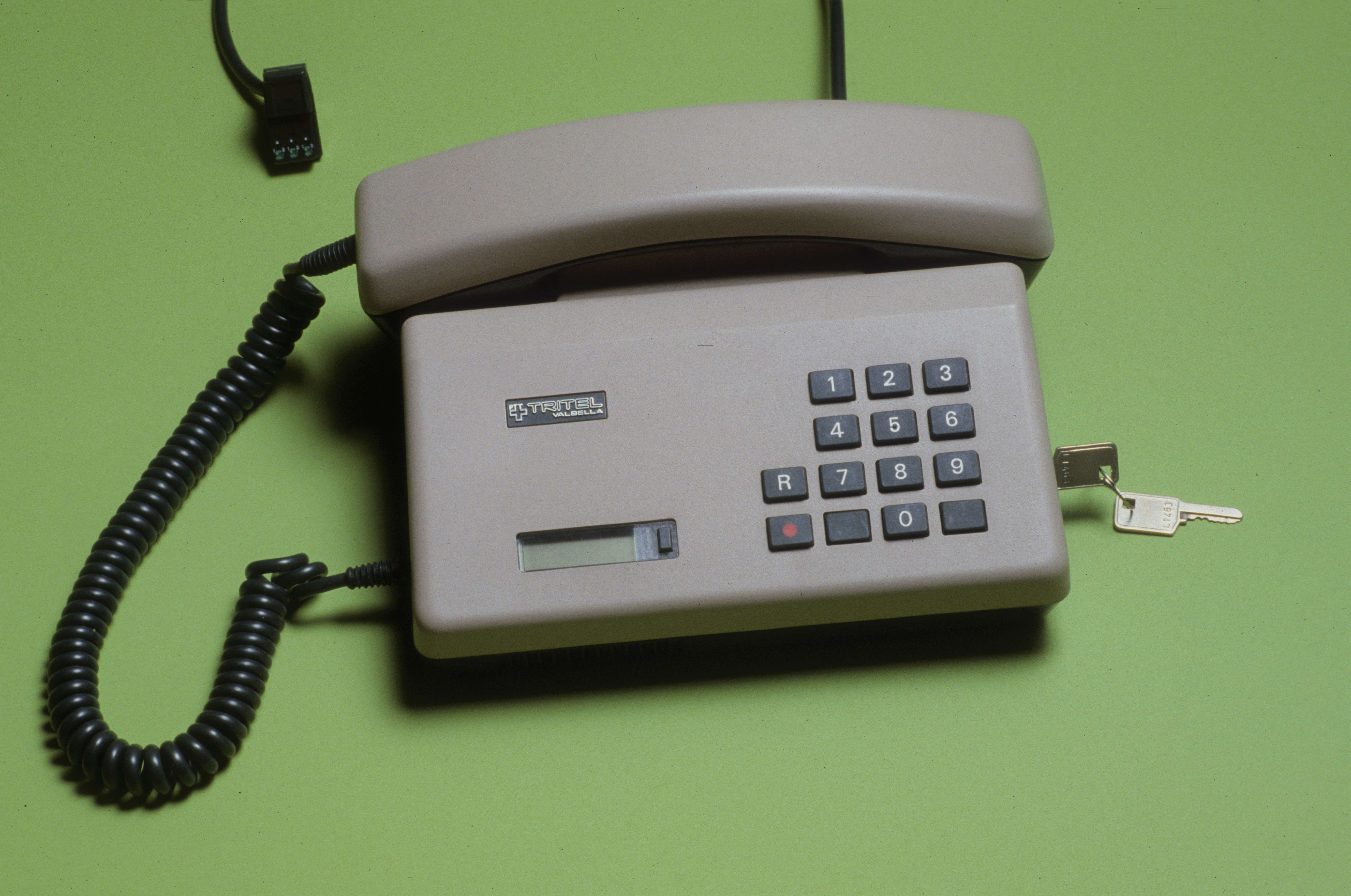
Tritel Valbella

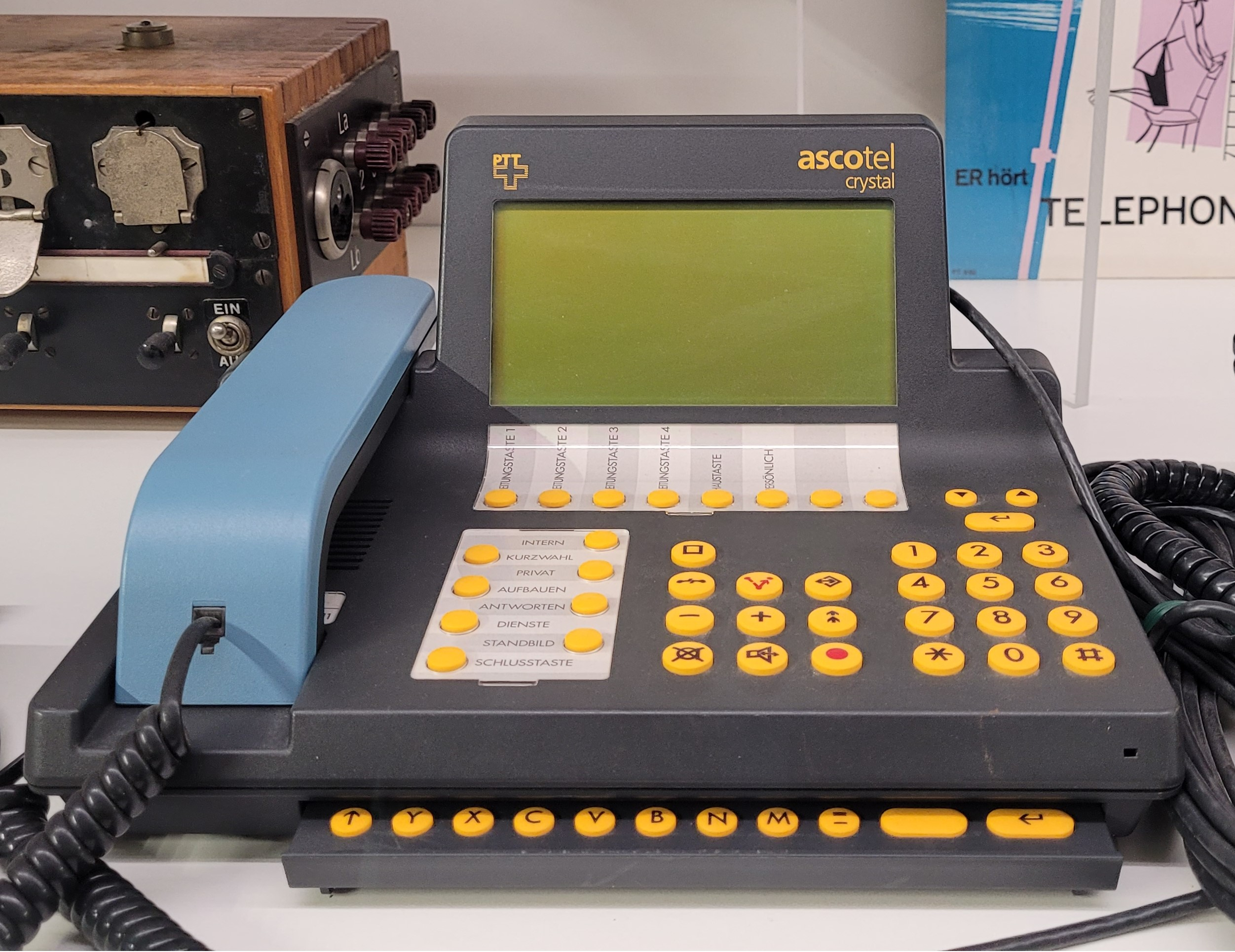
Telefonapparat mit Flüssigkristallbildschirm Tritel, Modell Crystal (Schweiz)

Bereits die Vorgängerfirma Fabrik für elektrische Apparate stellte Telefonapparate her.
LB-Wandstationen von A. Zellweger Uster kamen in den 1910er- und 1920er-Jahren auf den Markt.
Auch Armeetelefone wie das Modell ATf 47 wurden frühzeitig für die Schweizer Armee hergestellt.
Bedeutend waren später Teilnehmerapparate, welche in Zusammenarbeit mit der Schweizer PTT eingeführt wurden. Dazu war Zellweger AG Teil einer Arbeitsgemeinschaft zusammen mit Autophon AG, Solothurn, und Chr. Gfeller AG, Bern. Für das Modell 50 (Baujahr ab 1954) entwickelte Zellweger ein verbessertes Mikrofon.
Die Folgeserie des Modells 70 (Baujahr ab 1971) wurde ebenfalls durch dieselbe Arbeitsgemeinschaft für die PTT hergestellt.
Für die Lancierung 1984 der Telefonapparatefamilie TS 85 trat dieselbe Arbeitsgemeinschaft der drei erwähnten Unternehmen als Firmengemeinschaft ATS-85 auf. Die PTT wählte dafür den Handelsnamen Tritel. 
Die dafür neu entwickelte Telefonkapsel TK-85 ist ein dynamisches Wandlersystem mit einer auf einer Kunststoffmembrane befestigten Tauchspule, welche im Luftspalt eines Dauermagneten schwingt. Ein Mikrofonverstärker ist steckbar zugeschaltet. Diese Kapsel kann als Mikrofon wie auch als Hörer dienen. Die Serienherstellung dieser Wandler oblag für alle Tritel-Telefone der Zellweger AG.
Walter Linggi war bei Zellweger massgebender Entwickler der über 3500 orangen SOS-Notrufsäulen, die seit 1966 alle zwei Kilometer beidseitig längs der Schweizer Nationalstrassen im Einsatz waren. Linggi besass anschliessend ab 1977 bis zu seinem altersbedingten Rücktritt seine eigene Firma Telbit GmbH, Hinwil, welche Notrufsäulen und spezielle Telefonapparate herstellt. Zu den speziellen Notrufsäulen an Autobahnen zählten diejenigen im neuerbauten Gotthardtunnel.
Zellweger stellte auch Gebührenerfassungsgeräte für Telefonanlagen sowie Geräte zur Telefongesprächsüberwachung in Telefonzentralen her. Diese Geräte konnten gezielt bestimmte Teilnehmerverbindungen bezüglich Gegenstation, Zeitpunkt und Zeitdauer erfassen und aufzeichnen.

### Funk

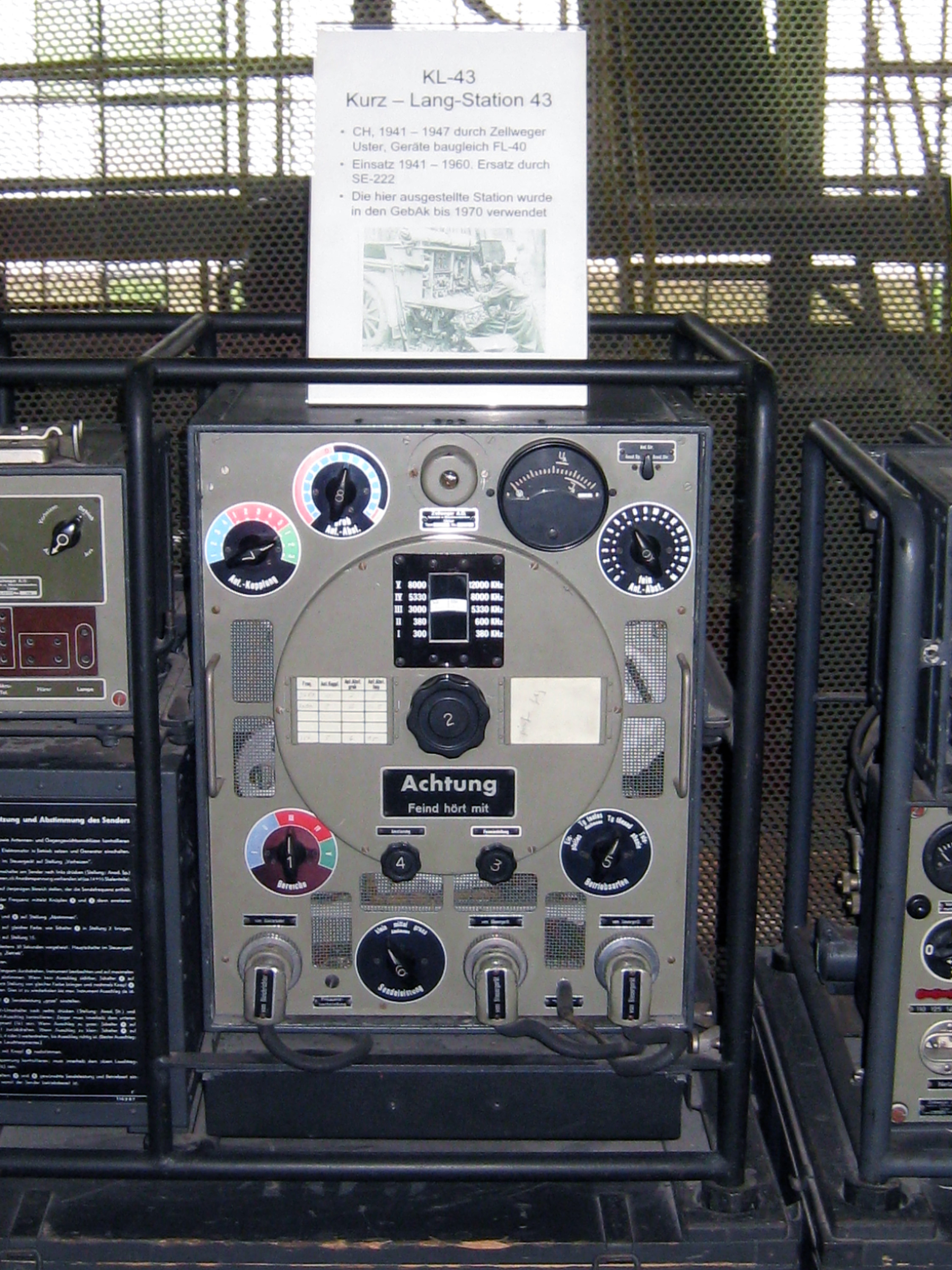
Funkstation KL‑43 von Zellweger (aus dem Zweiten Weltkrieg)

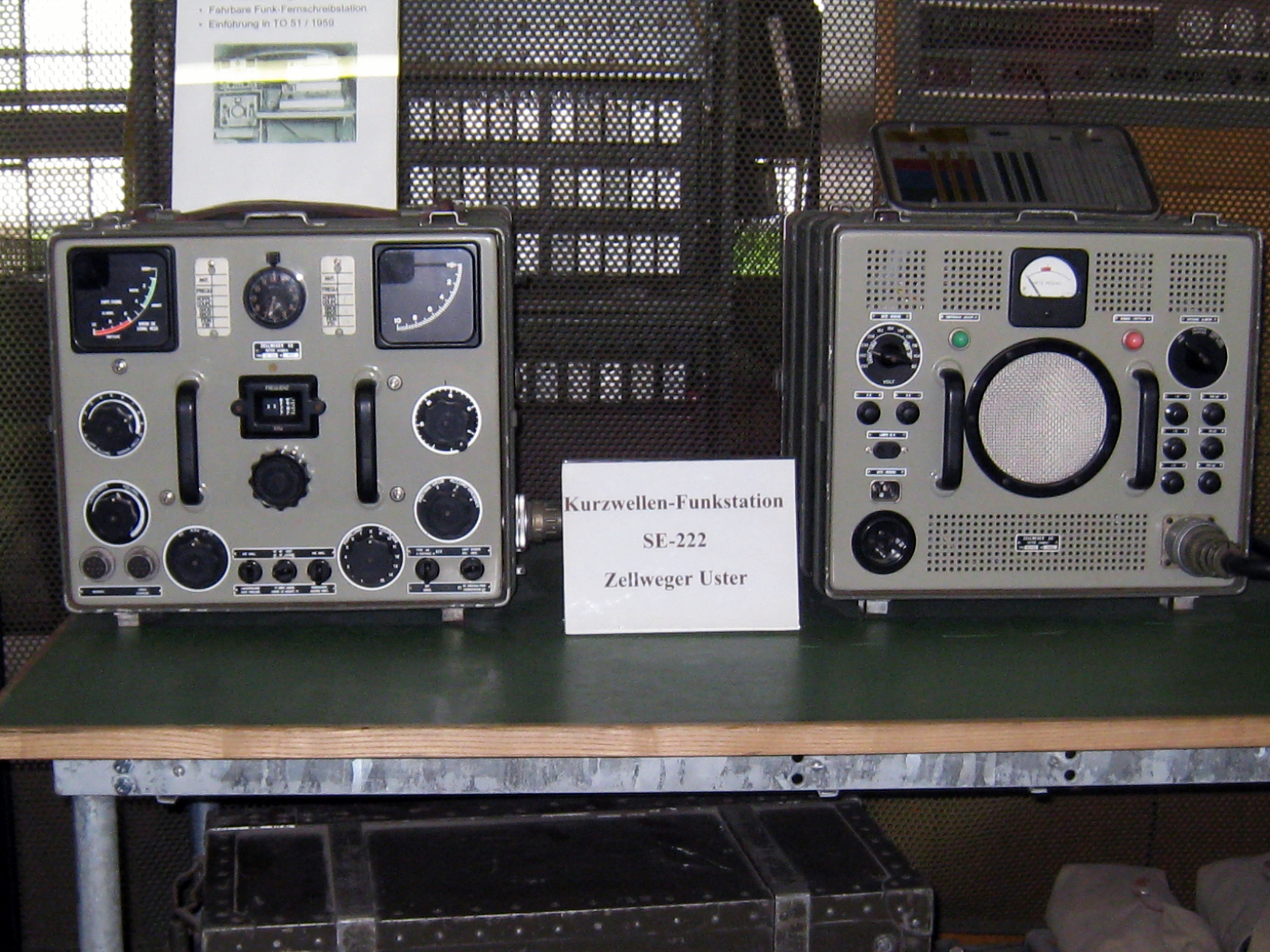
SSB-Kurzwellenstation SE-222

Die K-Station (SE-108) war 1936 die erste militärische, tragbare Kleinfunkstation von Zellweger. Es folgte das Patrouillenfunkgerät P, auch P-Station der Infanterie ab 1939. Es war röhrenbestückt. Die Stromversorgung erfolgte mittels Handkurbeldynamo. Das verbesserte Patrouillenfunkgerät «P5», auch SE-105 genannt, folgte ab 1943.
Etwa gleichzeitig entwickelte Zellweger die Truppenfunkstation FL-40 (Fahrbar Leicht), welche auf einem leichten Wagen montiert und hauptsächlich zum Morsen genutzt wurde. Es gab davon eine tragbare Version TS-40 (SE-215). Dazu wurde der auch separat einsetzbare Allwellenempfänger Uster (E-41; E-601) entwickelt, welcher ebenfalls zum Abhören fremder Funknetze benutzt wurde.
Es folgten die Single-SideBand (SSB)-Kurzwellenstation SE-222 und die schwere Funkfernschreibstation SE-415. Es war das komplexeste und leistungsfähigste Grossfunkmittel der schweizerischen Armee und wurde auch von der österreichischen Armee genutzt. Der Rundspruchsender S-510 wurde eine der letzten Zellweger-Entwicklungen auf diesem Gebiet.
Die Armee bestellte 1966 bei Zellweger ein vielseitig einsetzbares Mess- und Prüfgerät für Funkgeräte. Ab 1968 stand das Testgerät T-111 bei Funk-Gerätemechanikern im Einsatz. Es enthielt einen Kathodenstrahloszillographen, ein Voltmeter und verschiedene Signalgeneratoren.
Das Artillerie-Feuerleitsystem 83 FARGO, in Auftrag gegeben als Teil des Rüstungsprogramms 83, war ein vollelektronisches, computergesteuertes System.
Ebenfalls Teil des Rüstungsprogramms 83 war die mobile Kurzwellenfunkstation SE-430. Es war die letzte in der Schweiz entwickelte Armeefunkstation.
Zellweger AG entwickelte 1972 ein Lawinensuchgerät mit Funktechnik, welches Verschüttete bis 80 Meter Tiefe lokalisieren konnte.

### Verschlüsselungsgeräte
Das Front-Chiffriergerät FG-46 war ein handliches, portables Gerät mit Handbedienung. Es wurde 1946 eingeführt, war im Einsatz für taktische Meldungen von der Front und bestand aus 25 beweglichen Codierscheiben mit je einem kompletten Alphabetsatz, welche in einem Zylinder von 170 mm Länge und 38 mm Durchmesser mit zwei Aussparungen (Sichtfenster) untergebracht waren. Es funktionierte nach der polyalphabetischen Substitutionsmethode, war aber selten im Einsatz.
Während des Zweiten Weltkriegs entwickelte ein kleines Schweizer Team von Akademikern und Armeeingenieuren im Chiffrebüro der Armee von 1941 bis 1943 die Nema, eine elektromechanische Schweizer Rotor-Chiffriermaschine. In der Schweiz hatte man vermutet, dass die deutsche Enigma zu wenig sicher sei. Zellweger erhielt den Auftrag, die Nema herzustellen. Auslieferungen an die Truppe begannen 1947.

### Telex
Nachdem die Vorgängerfirmen von Zellweger AG bereits auf dem Gebiet der Telegraphie tätig waren, gelang es Zellweger, beim Telexnetz der Schweizer PTT mit den sogenannten Multiplexers C für die Übertragung von Telexkanälen über 2,4 kbit/s-Datenleitungen Fuss zu fassen. Bis 1985 konnten mehrere Hundert Multiplexer der ersten Generation geliefert werden. Auch die nachfolgende Entwicklung einer zweiten Generation wurde noch abgeschlossen.

### Datenpaketvermittlung
Nachdem die kanadische und deutsche Telekom (Datex-P) ein Datenpaketvermittlungssystem von Northern Telecom eingeführt hatten, entschloss sich auch die Schweizer PTT für dieses System. Die Datenübertragung basierte auf dem X.25-Schnittstellenprotokoll der Teilnehmer für die Paketvermittlung. Als Generalunternehmen für das in der Schweiz Telepac genannte Netz wählte die PTT Zellweger Uster AG. Die Werkabnahme beim Hersteller in Kanada erfolgte 1980. Über erste Erfahrungen wurde 1986 berichtet. In der Folge wurde diese Tätigkeit ab 1989 im Rahmen der Ascom Holding AG durch Ascom Zelcom fortgesetzt.

### Rundsteuerungen

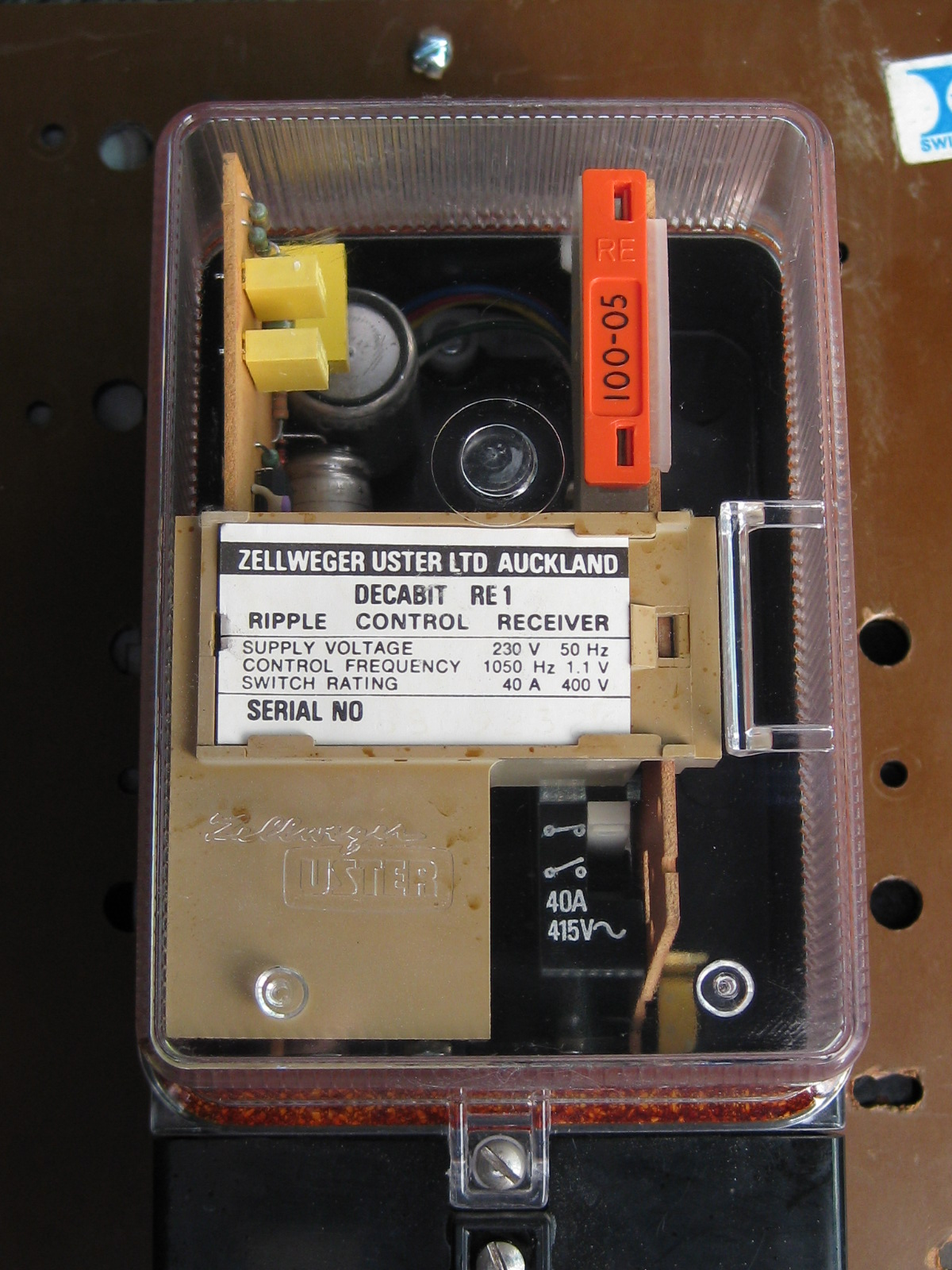
Zellweger RE1 Ripple Control Receiver (Neuseeland)

Rundsteuerungen werden vor allem in Elektrizitätsnetzen zur Umschaltung zwischen Hoch- und Niedertarif wie auch zur Laststeuerung eingesetzt. Mit Steuerimpulsen werden bei Kunden eines Elektrizitätsnetzes Empfangsgeräte gesteuert, welche Umschaltungen des lokalen Verteilnetzes vornehmen können. Damit können bestimmte Lasten temporär gezielt vom Netz getrennt werden, z. B. elektrische Boiler oder Wärmepumpen. Auch kann selektiver Lastabwurf von weniger wichtiger Netzlast bei Leistungsmangel getätigt werden.
Eine erste Zellweger-Rundsteueranlage für ein Elektrizitätsversorgungsnetz wurde 1946 im Unterwerk Aathal der Elektrizitätswerke des Kantons Zürich in Betrieb genommen. Weil nach dem Zweiten Weltkrieg der Bedarf an Militärfunkgeräten abnahm, wurden Übermittlungsingenieure und Apparatekonstrukteure zur Entwicklung von Rundsteueranalgen eingesetzt. Man wählte anfänglich ein Impulsintervall-System und Paralleleinspeisung für die Ausbreitung der Signale auf dem Netz. Die Empfangsgeräte waren noch elektromechanisch. Ab 1949 wurden Anlagen ins Ausland exportiert.
In Australien wurde 1965 eine Tochterfirma in Sydney gegründet, welche lokal Empfangsgeräte herstellte. Dort wurde das eingesetzte Rundsteuersystem unter der Bezeichnung Zellweger bekannt, da die Firma Zellweger den australischen Markt von Rundsteuerempfängern dominierte und sich die Firmenbezeichnung als allgemeiner Begriff für die Rundsteuertechnik etablierte.
Laufende Verbesserungen festigten die Marktstellung von Zellweger auf diesem Gebiet. Sogenannte Regelempfänger mit verbesserten Empfangseigenschaften zur Anpassung an Steuer- und Störspannungen der Netze wurden eingeführt. Ab 1975 wurde auf ein Impulskombinationssystem zur Übertragung zehnstelliger Codes für Befehlstelegramme umgestellt. Dazu wurden vollelektronische Empfänger mit kundenspezifischen CMOS-Schaltkreisen ausgerüstet. Eine Pionierleistung waren 1986 Rundsteuersender mittels GTO-Thyristoren und Rundsteuerempfänger mit EEPROMS als elektrisch umprogrammierbare Speicher.
Anwendungen von Zellweger-Rundsteuersystemen dienten auch anderen Zwecken. So wurde 1973 ein neuartiges Parkleitsystem der Stadt Zürich durch Informationsübertragung über das öffentliche Elektrizitätsnetz verwirklicht.

### Point of Sale (POS)
Gegen Ende der 1960er-Jahre entwickelte Zellweger AG das APOSS-System (Automatic Point of Sale System) in Zusammenarbeit mit dem Migros-Genossenschaft-Bund. In einem Feldversuch bei der Migrosfiliale in Greifensee ZH wurden Zellweger-Kassen im Sommer 1972 erfolgreich eingesetzt. Der für APOSS entwickelte Streifencode mit konzentrischen Kreisen war damals eine innovative Neuerung, da der später überall verwendete, linear angeordnete Streifencode noch nicht bekannt war. Projektleiter bei Zellweger war Jürg Abt, welcher später nach der Fusion von Zellweger Telekommunikation mit Ascom Mitglied deren Konzernleitung wurde. Der Code (Oeil Migros genannt) wurde auf den Waren angebracht, mit einem optischen Leser an den Kassen gelesen und im APOSS-System verarbeitet. Migros verzichtete aber auf eine unternehmensweite Einführung wegen fehlender Beschleunigung der Abwicklung an den Kassen und hoher Kosten. In Wirklichkeit fehlte es an inner- und ausserbetrieblicher Kompatibilität mit den vorhandenen Migros-Abläufen und mangelnder Akzeptanz durch das Personal. Zellweger verkaufte das APPOS-System an die Litton Industries in den USA, welche sich mit dem Zellwegercode als Kandidat für eine neue Industrienorm bewarben. Der US-Einzelhandel einigte sich jedoch 1973 auf den Universal Product Code (UPC) nach IBM-Vorschlag, sodass der spezielle Streifencode von Zellweger nicht mehr gefragt war.

### Verkehrsüberwachung

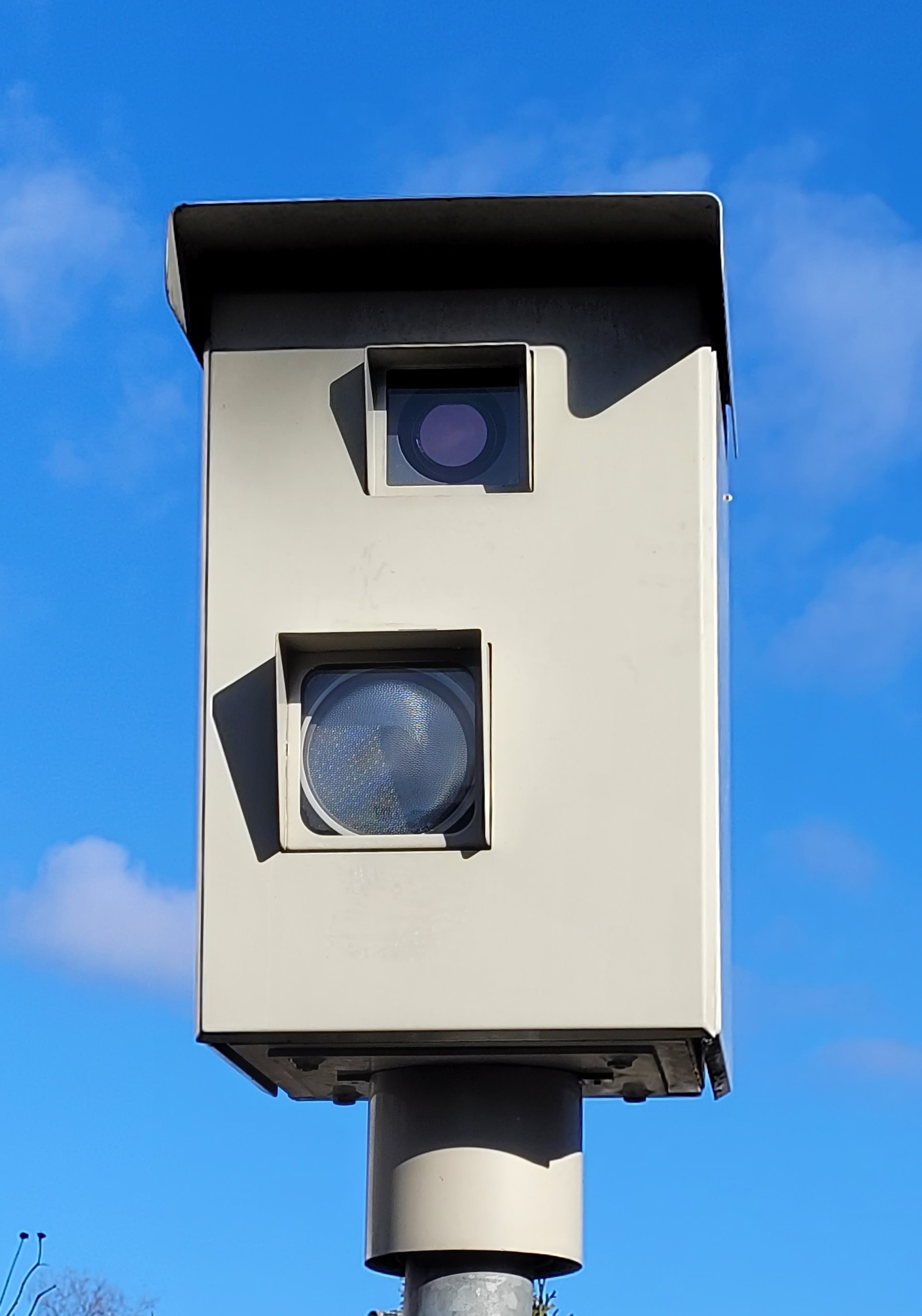
Radar-Geschwindigkeitsüberwachung der Firma Zellweger AG

Autofahrern in der Schweiz waren feste und mobile Radar-Geschwindigkeitsüberwachungsgeräte der Zellweger-Tochterfirma Multanova wohlbekannt, welche auch im Ausland eingesetzt werden.
Derartige Einrichtungen von Multanova AG waren seit 1964 in der Schweiz im Einsatz.
2010 war Multanova Weltmarktführer in diesem Bereich. Die Firmenzentrale war immer noch in Uster. Die Geräte wurden jedoch zu diesem Zeitpunkt in Deutschland hergestellt.
Multanova wird von JENOPTIK Traffic Solutions Switzerland AG weitergeführt.

### Elektrochemische Mess- und Regeltechnik
Unter dem Firmennamen Polymetron wurden seit 1950 zur Steuerung von Herstellverfahren elektrochemische Mess- und Regelgeräte und Anlagen angeboten. Anwendungsbereiche waren Automobilbeschichtungen, Färben und Bleichen von Textilien, Papierherstellungsprozesse und die Trinkwasser- und Abwasseraufbereitung. Polymetron wurde Teil von Zellweger Analytics. Diese Tochterfirma hatte ihren Geschäftssitz in Frankreich. Ihre Produkte dienten der Sicherstellung der Produktequalität flüssiger Medien.

### Textilindustrie
Seit dem Einstieg des Textilindustriellen Jakob Heusser bei Zellweger Uster AG als Mehrheitseigner entwickelte sich ein neuer Geschäftszweig, ausgerichtet auf Bedürfnisse der Textilindustrie. Während anfänglich ab 1927 mechanische Hilfsmaschinen für Webereien konstruiert und hergestellt wurden, konzentrierte sich das Unternehmen später auf die Mess- und Reinigungstechnik von Garnen. Der erste elektronische Gleichmässigkeitsprüfer für Garne wurde 1948 an Spinnereien verkauft. Mit Mess- und Garnprüfgeräten, Garnreinigungsanlagen und Steuerungs- und Überwachungsanlagen für die Textilindustrie erlangte die Zellweger AG Weltruf. Zum 125-Jahr-Jubiläum der Zellweger Luwa AG im Jahr 2000 konnte sich das Unternehmen Weltmarktführer der Textilelektronik zur Qualitätssicherung von Garnen und Textilien nennen. Daneben wurden auch Webkettenvorbereitungsmaschinen verkauft. 1975 erzielte das Unternehmen mehr als die Hälfte des Umsatzes mit Produkten für die Textilindustrie.

## Weiterführung
- Mit Stand Ende 2024 haben folgende Geschäftstätigkeiten eine Fortsetzung bei anderen Firmen gefunden:
  - Prüf- und Reinigungstechnik der Textilindustrie: Uster Technologies als Teil der Toyota Industries
  - Elektroinstallation: Burkhalter Holding AG
  - Verkehrsüberwachung: Metranova als Teil von Jenoptik
  - Notrufsäulen: Firma Telbit GmbH
- Geräte in Ausstellungen:
  - Enter Technikwelt Solothurn
  - Sammlungszentrum der Stiftung HAMFU / Verein IG UEM

## Einzelnachweise

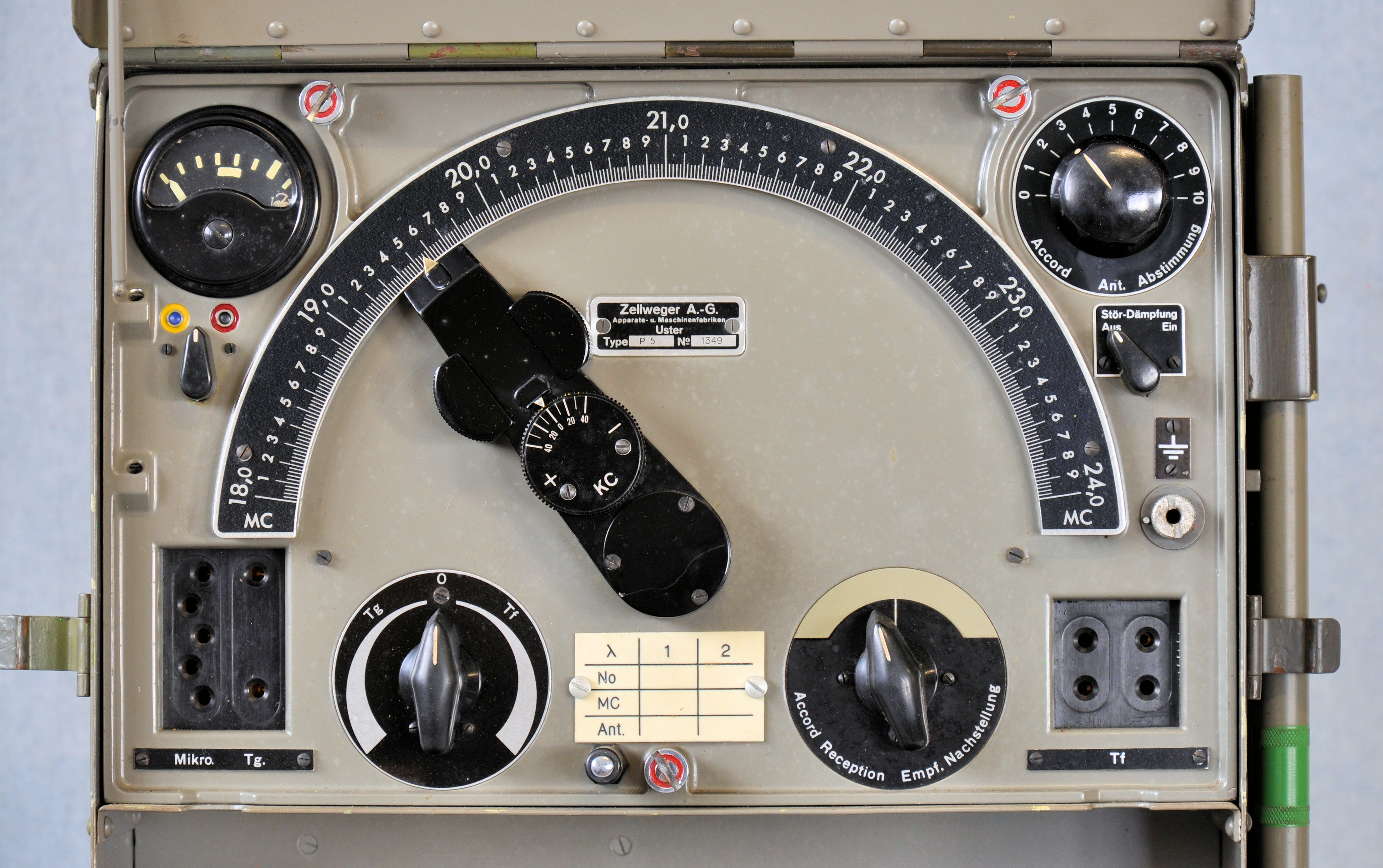
Patrouillenfunkgerät «P5» der Schweizer Infanterie
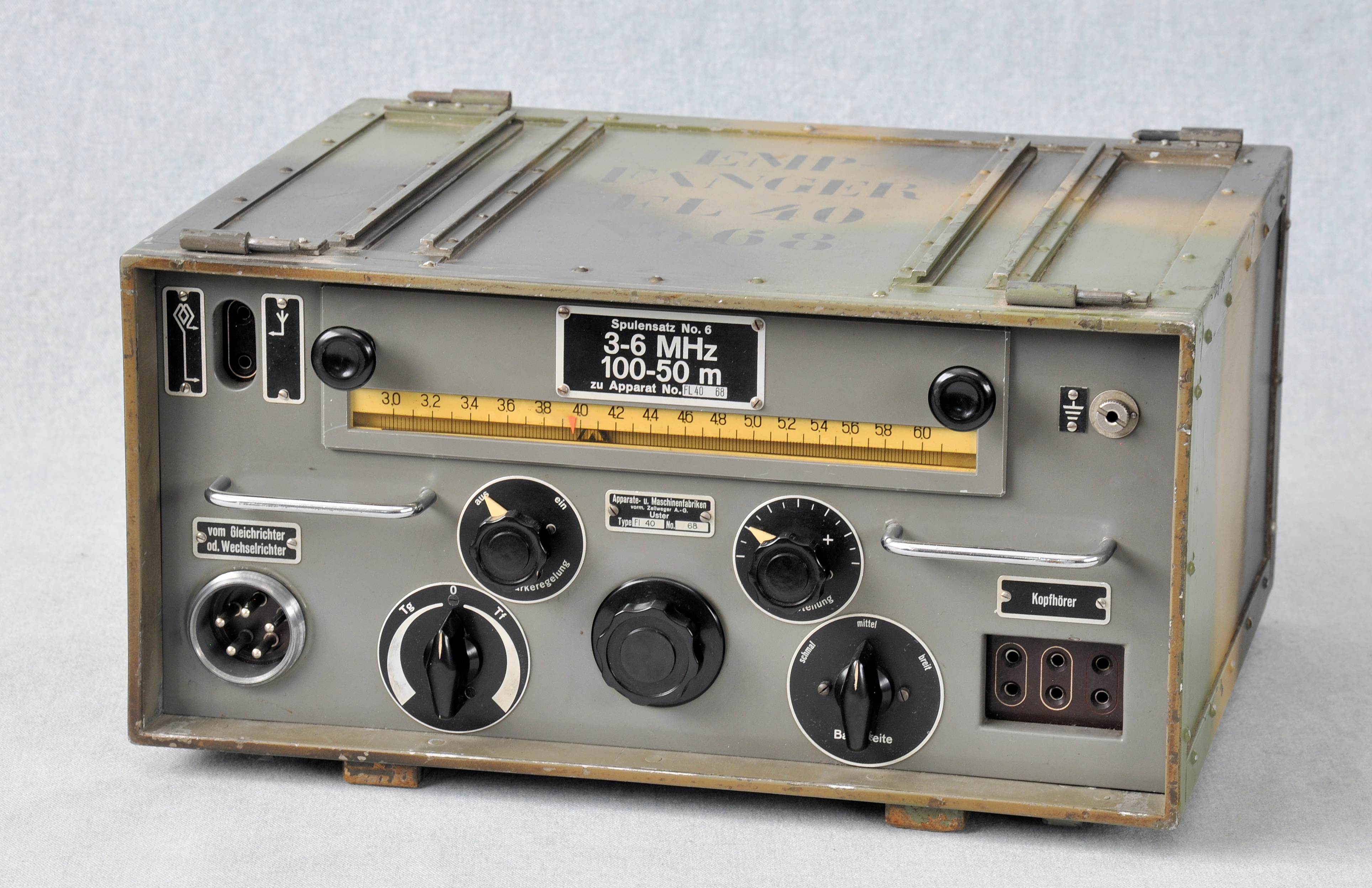
Militärischer Allwellenempfänger E-41 (E-601)
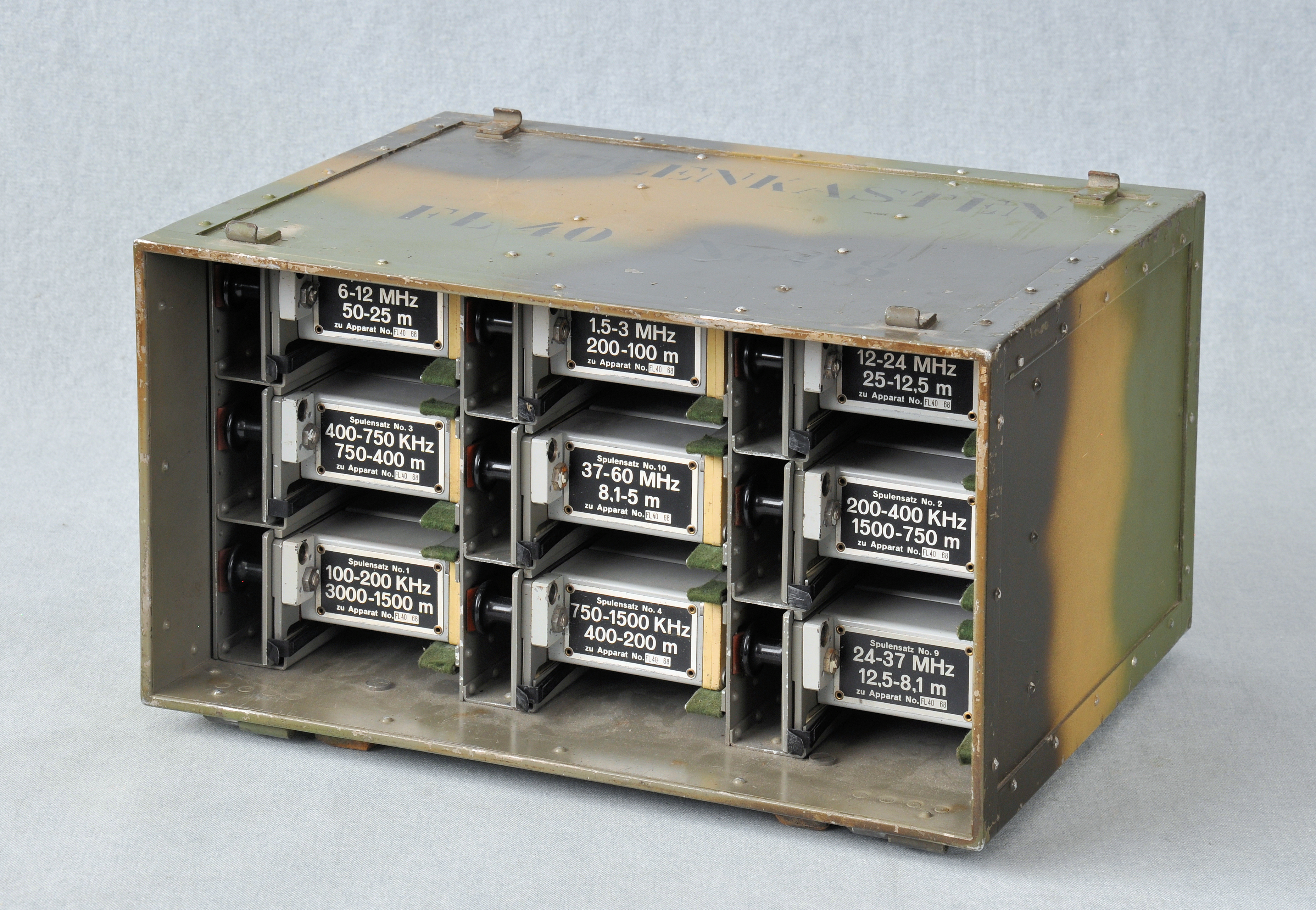
Bereichseinschübe für E-41 (E-601)
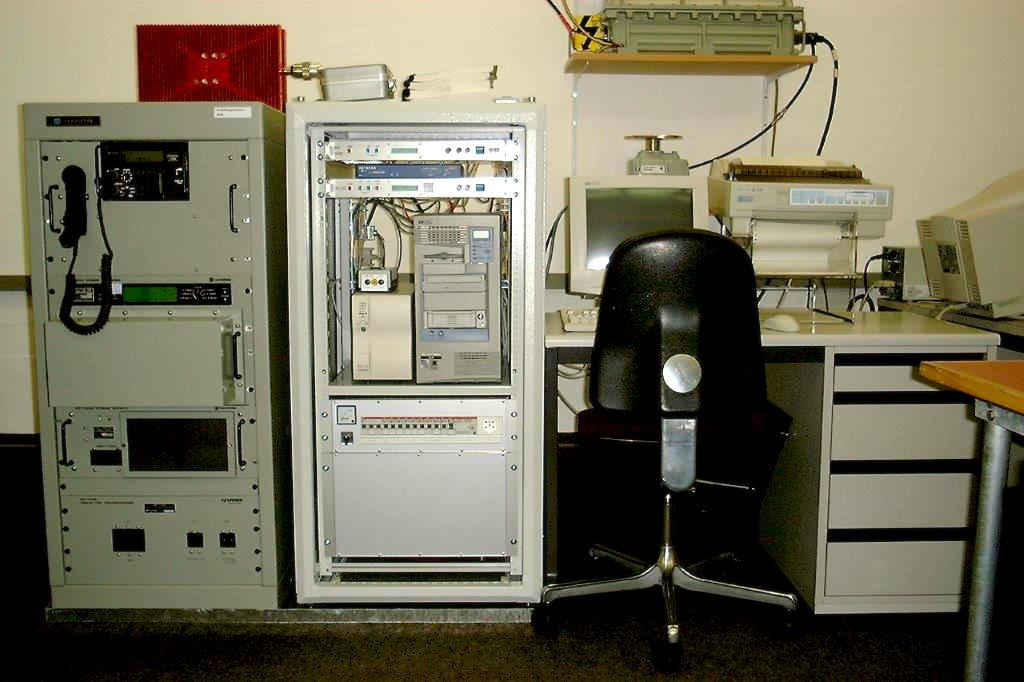
Schweizer Botschaftsfunkstation BF-98 von Ascom Zelcom
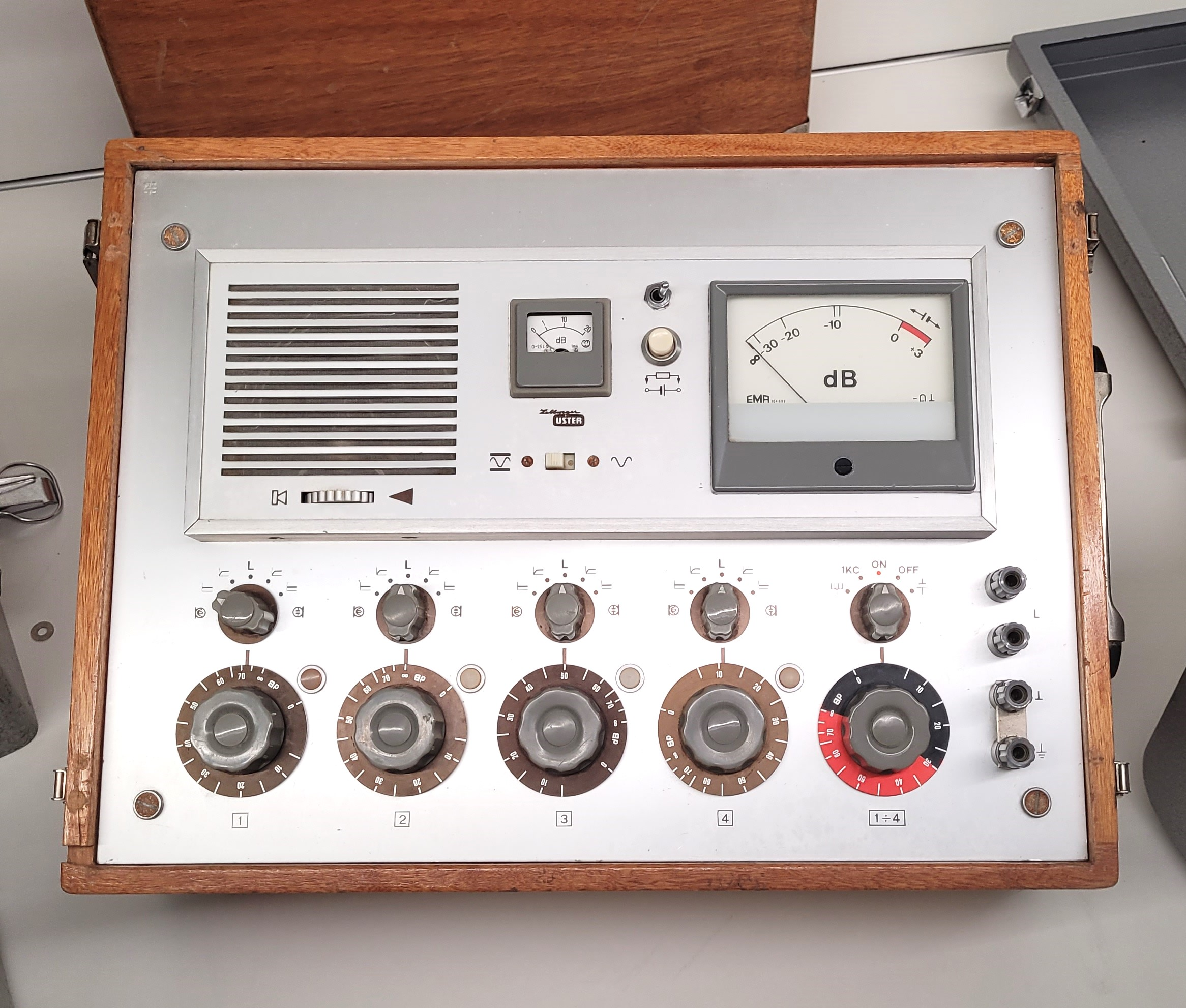
Radiostudio-Mischpult Zellweger